# Conferencia Episcopal Venezolana
La Conferencia Episcopal Venezolana es una institución de caracter permanente de todos los Arzobispos y Obispo de Venezuela, en función o retirados.

## Definición oficial según la Iglesia
La Conferencia Episcopal Venezolana (CEV) es una institución de carácter permanente que de acuerdo al Concilio Vaticano II, asocia a los obispos de la Iglesia católica en Venezuela.

## Funciones
Los obispos ejercen unidos, como expresión de afecto colegial, algunas funciones pastorales respecto a los fieles de su territorio y promueven, conforme a la norma del derecho, el mayor bien que la Iglesia proporciona a los hombres, sobre todo mediante formas y modos de apostolado convenientemente acomodados a las circunstancias de tiempo y lugar. La jurisdicción de la CEV abarca todo el territorio venezolano.

## Historia
Iglesia católica en Venezuela. En julio de 1973 (Cf. Iglesia Venezuela, Año I, n° 1), aparece el Boletín del Secretariado Permanente del Episcopado Venezolano. En dicho Boletín se recogerá, desde su nacimiento, todo lo concerniente a la Conferencia Episcopal Venezolana.
En efecto, en el n° 2 (noviembre de 1973, pp. 15-20), se reseña ampliamente la Asamblea Plenaria Ordinaria de la Conferencia Episcopal Venezolana, llevada a cabo entre el 9 y 14 de julio de 1973 - especie de Asamblea Constituyente -. En las páginas 15 - 20 de este número, se dan a conocer los Estatutos de la Conferencia Episcopal Venezolana, precedidos de una breve nota, que dice:
La Conferencia Episcopal Venezolana, en la 12ª. Sesión de su última Asamblea Plenaria (14-7-73), aprobó los nuevos Estatutos de la misma...Y agrega: A continuación presentamos los nuevos Estatutos, precedidos del Decreto de la Sagrada Congregación para los Obispos por el cual quedan ratificados. En la página siguiente publica (en latín) el respectivo Decreto de la Sagrada Congregación para los Obispos, emitido en Roma el 29 de septiembre de 1973, se encuentran los Estatutos, los cuales comprenden los siguientes capítulos:
1. Finalidad y órganos de la conferencia
2. De la asamblea plenaria
3. La comisión central permanente
4. Las comisiones especiales
5. Secretariado permanente
6. Disposiciones varias

La primera asamblea plenaria ordinaria de la conferencia episcopal venezolana, de acuerdo con los nuevos Estatutos, se llevó a cabo del 7 al 12 de enero de 1974, iniciando la enumeración de las Asambleas Episcopales que actualmente está en vigencia. 

## Presidentes de la CEV
| PRESIDENTES PASADOS DE LA CEV | PRESIDENTES PASADOS DE LA CEV                   | PRESIDENTES PASADOS DE LA CEV | PRESIDENTES PASADOS DE LA CEV | PRESIDENTES PASADOS DE LA CEV |
| Foto                          | Obispo                                          | Desde                         | Hasta                         | Escudo                        |
| ----------------------------- | ----------------------------------------------- | ----------------------------- | ----------------------------- | ----------------------------- |
|                               | Emmo. Sr. Cardenal José Humberto Quintero Parra | Enero de 1962                 | Enero de 1972                 |                               |
|                               | Excmo. Mons. Críspulo Benítez Fontúruel         | Julio de 1972                 | Julio de 1978                 |                               |
|                               | Excmo. Mons.. Domingo Roa Pérez                 | Julio de 1978                 | Julio de 1984                 |                               |
|                               | Emmo. Sr. Cardenal José Alí Lebrún Moratinos    | Julio de 1984                 | Enero de 1990                 |                               |
|                               | Excmo. Mons. Ramón Ovidio Pérez Morales         | Julio de 1990                 | Julio de 1996                 |                               |
|                               | Excmo. Mons. Tulio Manuel Chirivella Varela     | Julio de 1996                 | Julio de 1999                 |                               |
|                               | Excmo. Mons. Baltazar E. Porras C.              | Julio de 1999                 | Julio de 2006                 |                               |
|                               | Excmo. Mons. Ubaldo R. Santana S.               | Julio de 2006                 | Julio de 2012                 |                               |
|                               | Excmo. Mons. Diego Rafael Padrón Sánchez        | Julio de 2012                 | Enero de 2018                 |                               |
|                               | Excmo. Mons. José Luis Azuaje Ayala             | Enero de 2018                 | Enero de 2022                 |                               |
|                               | Excmo. Mons. Jesús González de Zarate           | Enero de 2022                 | Enero de 2025                 |                               |

## Presidencia de la CEV
| Presidente                            | 1er Vicepresidente                             | 2do Vicepresidente                          | Secretario General                     |
| ------------------------------------- | ---------------------------------------------- | ------------------------------------------- | -------------------------------------- |
| Excmo. Mons. Jesús González de Zárate | Excmo. Mons. Mario del Valle Moronta Rodríguez | Excmo. Mons. Ulises Antonio Gutiérrez Reyes | Excmo. Mons. José Antonio Da Conceicao |
| Arzobispo de Valencia                 | Obispo Emérito de San Cristóbal                | Arzobispo de Ciudad Bolívar                 | Obispo de Puerto Cabello               |

## Miembros de la Conferencia Episcopal Venezolana
Los miembros de la Conferencia Episcopal Venezolana (CEV) son:
- Todo los Arzobispos y Obispos residenciales, los Administradores y Vicarios Apostólicos, los Administradores Diocesanos, y los demás que por derecho se equiparan a los Obispos Diocesanos.
- Los Arzobispos y Obispos Coadjutores y Auxiliares.
- Los Obispos Titulares que ejerzan un oficio pastoral al servicio de toda la Iglesia en Venezuela, por encargo de la Santa Sede o de la Conferencia Episcopal. (art. N° 2)
- En funciones son: 8 Arzobispos, 36 obispos, 3 vicarios apostólicos.
- Jubilados (eméritos) : 5 Arzobispos y 17 Obispos.
- Total: 67 Obispos.

| Arzobispos | Arzobispos                              | Arzobispos                      | Arzobispos                        | Arzobispos | Arzobispos |
| N.º        | Nombres y Apellidos                     | Arzobispo de la                 | Origen                            | Edad       | Escudo     |
| ---------- | --------------------------------------- | ------------------------------- | --------------------------------- | ---------- | ---------- |
| 01         | Excmo. Mons. Polito Rodríguez Méndez    | Arquidiócesis de Barquisimeto   | Santa Bárbara, Barinas, Venezuela | 57 años    |            |
| 02         | Excmo. Mons. Manuel Felipe Díaz Sánchez | Arquidiócesis de Calabozo       | Araure, Portuguesa, Venezuela     | 70 años    |            |
| 03         | Excmo. Mons. Raúl Biord Castillo        | Arquidiócesis de de Caracas     | San Antonio, Miranda, Venezuela   | 62 años    |            |
| 04         | Excmo. Mons. Ulises A. Gutiérrez Reyes  | Arquidiócesis de Ciudad Bolívar | Pedregal, Falcon, Venezuela       | 74 años    |            |
| 05         | Excmo. Mons. Víctor Hugo Basabe         | Arquidiócesis de Coro           | Bobures, Zulia, Venezuela.        | 63 años    |            |
| 06         | Sede Vacante                            | Arquidiócesis de Cumaná         |                                   |            |            |
| 07         | Excmo. Mons. José Luis Azuaje Ayala     | Arquidiócesis de Maracaibo      | Valera, Trujillo, Venezuela       | 67 años    |            |
| 08         | Excmo. Mons. Helizandro Terán Bermúdez  | Arquidiócesis de Mérida         | Maracaibo, Zulia, Venezuela       | 59 años    |            |
| 09         | Excmo. Mons. Jesús González de Zarate   | Arquidiócesis de Valencia       | Cumaná, Estado Sucre, Venezuela   | 64 años    |            |

| Obispos                                  | Obispos                                             | Obispos                            | Obispos                                  | Obispos | Obispos |
| N.º                                      | Nombres y Apellidos                                 | Obispo titular de la               | Origen                                   | Edad    | Escudo  |
| ---------------------------------------- | --------------------------------------------------- | ---------------------------------- | ---------------------------------------- | ------- | ------- |
| 01                                       | Excmo. Mons. Gerardo Salas Arjona                   | Diócesis de Acarigua - Araure      | Bailadores, Mérida, Venezuela            | 58 años |         |
| 02                                       | Excmo. Mons. Jorge Aníbal Quintero Chacón           | Diócesis de Barcelona              | Queniquea, Táchira, Venezuela            | 68 años |         |
| 03                                       | Excmo. Mons. Jesús A. Guerrero Contreras            | Diócesis de Barinas                | La Pedregoza, Mérida, Venezuela          | 74 años |         |
| 04                                       | Excmo. Mons. Ángel Francisco Caraballo Fermín       | Diócesis de Cabimas                | Puerto Ordaz, Estado Bolívar, Venezuela  | 59 años |         |
| 05                                       | Excmo. Mons. Carlos Enrique Curiel Herrera, Sch. P. | Diócesis de Carora                 | Carora, Estado Lara, Venezuela.          | 64 años |         |
| 06                                       | Excmo. Mons. Jaime José Villarroel Rodríguez        | Diócesis de Carúpano               | Porlamar , Nueva Esparta , Venezuela     | 63 años |         |
| 07                                       | Excmo. Mons. Carlos A. Cabezas Mendoza              | Diócesis de Ciudad Guayana         | Niquitao, Trujillo, Venezuela            | 59 años |         |
| 08                                       | Excmo. Mons. Juan de Dios Peña Rojas                | Diócesis de El Vigía               | Acequias, Mérida, Venezuela              | 57 años |         |
| 09                                       | Excmo. Mons. Owaldo Araque Valerio                  | Diócesis de Guanare                | Chiguara, Mérida, Venezuela.             | 61 años |         |
| 10                                       | Excmo. Mons. Tulio Luis Ramírez Padilla             | Diócesis de Guarenas               | Caracas, Distrito Capital, Venezuela     | 65 años |         |
| 11                                       | Sede Vacante                                        | Diócesis de Guasdualito            |                                          |         |         |
| 12                                       | Excmo. Mons. Pablo Modesto González Pérez           | Diócesis de La Guaira              | San Antonio, Miranda, Venezuela          | 65 años |         |
| 13                                       | Excmo. Mons. Freddy J. Fuenmayor Suárez             | Diócesis de Los Teques             | Maracaibo, Zulia, Venezuela              | 75 años |         |
| 14                                       | Excmo. Mons. Nicolás Gregorio Nava Rojas            | Diócesis de Machiques              | Maracaibo, Zulia, Venezuela              | 61 años |         |
| 15                                       | Excmo. Mons. Enrique José Parravano Marino          | Diócesis de Maracay                | Turmero, Aragua, Venezuela               | 69 años |         |
| 16                                       | Excmo. Mons. Fernando José Castro Aguayo            | Diócesis de Margarita              | Caracas, Distrito Capital, Venezuela     | 73 años |         |
| 17                                       | Excmo. Mons. Enrique Pérez Lavado                   | Diócesis de Maturín                | Maracaibo, Zulia, Venezuela              | 74 años |         |
| 18                                       | Excmo. Mons. José Antonio Da Conceição Ferreira     | Diócesis de Puerto Cabello         | Caracas, Distrito Capital, Venezuela     | 54 años |         |
| 19                                       | Excmo. Mons.Luis Enrique Rojas Ruiz                 | Diócesis de Punto Fijo             | Mérida , Mérida, Venezuela               | 56 años |         |
| 20                                       | Excmo. Mons. Alexander Rivera Vielma                | Diócesis de San Carlos             | Mérida, Mérida, Venezuela                | 51 años |         |
| 21                                       | Excmo. Mons. Lisandro Alirio Rivas Durán, I.M.C.    | Diócesis de San Cristóbal          | Boconó, Trujillo, Venezuela.             | 55 años |         |
| 22                                       | Excmo. Mons. Rubén Gregorio Delgado Carmona         | Diócesis de San Felipe (Venezuela) | Trujillo, Trujillo, Venezuela            | 57 años |         |
| 23                                       | Excmo. Mons. Alfredo Enrique Torres Rondón          | Diócesis de San Fernando           | Maracaibo, Zulia, Venezuela              | 75 años |         |
| 24                                       | Excmo. Mons. José Trinidad Fernández Angulo         | Diócesis de Trujillo               | Mérida , Mérida, Venezuela               | 61 años |         |
| 25                                       | Excmo. Mons. Ricardo Aldo Barreto Cairo             | Diócesis de Valle de la Pascua     | Ciudad de Panamá, Panamá                 | 56 años |         |
| 26                                       | Excmo. Mons. José M. Romero Barrios                 | Diócesis de El Tigre               | Pariaguán, Estado Anzoátegui, Venezuela. | 70 años |         |
| 27                                       | Excmo. Mons. Juan Carlos Bravo Salazar              | Diócesis de Petare                 | El Pilar, Sucre, Venezuela               | 57 años |         |
| 28                                       | Excmo. Mons. Georges Kahhale Zouhairati             | Exarcado Griegos Melkitas          | Grecia                                   | 86 años |         |
| 29                                       | Excmo. Mons. Timoteo Hikmat Beylouni                | Sirio Católico Antioqueño          | Siria                                    | 79 años |         |
| ORDINARIATO MILITAR u OBISPADO CASTRENSE |                                                     |                                    |                                          |         |         |
| 30                                       | Excmo. Mons. Benito A. Méndez Bracamonte            | Obispado Castrense                 | Mene Grande, Zulia, Venezuela            | 62 años |         |

| Vicarios Apostólicos | Vicarios Apostólicos                         | Vicarios Apostólicos  | Vicarios Apostólicos | Vicarios Apostólicos             | Vicarios Apostólicos | Vicarios Apostólicos |
| N.º                  | Nombres y Apellidos                          | Vicario Apostólico de | Obispo Titular de    | Origen                           | Edad                 | Escudo               |
| -------------------- | -------------------------------------------- | --------------------- | -------------------- | -------------------------------- | -------------------- | -------------------- |
| 01                   | Excmo. Mons. Gonzalo Alfredo Ontiveros Vivas | Caroní                | Sinnuara             | Independencia,Tachira, Venezuela | 56 años              |                      |
| 02                   | Excmo. Mons. Jonny E. Reyes Sequera          | Puerto Ayacucho       | Canapium             | Caracas, Venezuela               | 62 años              |                      |
| 03                   | Excmo. Mons. Ernesto José Romero Rivas       | Tucupita              | Nova Sparsa          | Machiques, Zulia                 | 65 años              |                      |

| Obispos Auxilares | Obispos Auxilares                          | Obispos Auxilares         | Obispos Auxilares | Obispos Auxilares                    | Obispos Auxilares |
| N.º               | Nombres y Apellidos                        | Obispo Auxiliar de la     | Obispo Titular de | Origen                               | Edad              |
| ----------------- | ------------------------------------------ | ------------------------- | ----------------- | ------------------------------------ | ----------------- |
| 01                | Sede Vacante                               | Arquidiócesis de Mérida   |                   |                                      |                   |
| 02                | Sede Vacante                               | Arquidiócesis de Caracas  |                   |                                      |                   |
| 03                | Excmo. Mons. Juan Alberto Ayala Ramírez    | Diócesis de San Cristóbal | Rusibisir         | Pregonero, Táchira, Venezuela.       | 51 años           |
| 04                | Excmo. Mons. Carlos Eduardo Márquez Delima | Arquidiócesis de Caracas  | Cefala            | Caracas, Distrito Capital, Venezuela | 63 años           |
| 05                | Sede Vacante                               | Arquidiócesis de Caracas  |                   |                                      |                   |

### Eméritos[5]
Nota: Todo Obispo diocesano que haya cumplido setenta y cinco años de edad debe presentar la renuncia de su oficio al Sumo Pontífice, el mismo tendrá en cuenta si la acepta o no, otra manera de ser emérito es por enfermedad u otra causa grave quedase disminuida su capacidad para desempeñar el gobierno de la Diócesis.

### Sucesión apostólica de los obispos de Venezuela
| 01               | Excmo. Mons. Ramón Ovidio Pérez Morales        | Los Teques                           | Pregonero, Táchira, Venezuela         | 93 años |  |
| 02               | Emmo. Sr. Cardenal Diego R. Padrón Sánchez     | II Arzobispo de Cumaná               | Montalbán, Carabobo, Venezuela.       | 86 años |  |
| 03               | Excmo. Mons. Ubaldo R. Santana S.              | III Arzobispo de Maracaibo           | Cagua, Aragua, Venezuela              | 84 años |  |
| 04               | Emmo. Sr. Cardenal Baltazar E. Porras C.       | XVI Arzobispo de Caracas             | Caracas, Distrito Capital, Venezuela. | 80 años |  |
| 05               | Excmo. Mons. Mariano José Parra Sandoval       | II Arzobispo de Coro                 | Maracaibo, Zulia, Venezuela           | 78 años |  |
| Obispos Eméritos |                                                |                                      |                                       |         |  |
| N.º              | Nombres y Apellidos                            | Obispo emérito de la                 | Origen                                | Edad    |  |
| 01               | Excmo. Mons. Ramón Antonio Linares Sandoval    | Diócesis de Barinas                  | San Carlos, Cojedes, Venezuela        | 88 años |  |
| 02               | Excmo. Mons. Pedro Nicolàs Bermúdez Villamizar | Arquidiócesis de de Caracas          | Rubio, Táchira, Venezuela             | 95 años |  |
| 03               | Excmo. Mons. José de Jesús Nuñez Viloria       | Diócesis de Guayana                  | Betijoque, Trujillo, Venezuela        | 87 años |  |
| 04               | Excmo. Mons. Ramiro Díaz Sánchez               | Diócesis de Machiques                | Villaverde de Arcayos, España         | 90 años |  |
| 05               | Excmo. Mons. Luis Alfonso Márquez Molina       | Arquidiócesis de Mérida              | Tovar, Mérida, Venezuela              | 88 años |  |
| 06               | Excmo. Mons. José Ángel Divassón Cilveti       | Vicariato Apostólico Puerto Ayacucho | Artajona, España                      | 86 años |  |
| 07               | Excmo. Mons. Ramón José Viloria Pinzón         | Diócesis de Puerto Cabello           | San Felipe, Yaracuy, Venezuela.       | 66 años |  |
| 08               | Excmo. Mons. Jesús Tomás Zárraga Colmenares    | Diócesis de San Carlos               | Caserío Azaro, Falcón, Venezuela      | 67 años |  |
| 09               | Excmo. Mons. Nelson Antonio Martínez Rust      | Diócesis de San Felipe               | Puerto Cabello, Carabobo, Venezuela   | 80 años |  |
| 10               | Excmo. Mons. Iwannis Louis Awad                | Sirio Católico Antioqueño            | Zaidal, Siria                         | 91 años |  |
| 11               | Excmo. Mons. William Enrique Delgado Silva     | Diócesis de Cabimas                  | Caracas, Distrito Capital, Venezuela. | 74 años |  |
| 12               | Excmo. Mons. Felipe González González          | Vicariato Apostólico del Caroní      | España                                | 80 años |  |
| 13               | Excmo. Mons. Gustavo García Naranjo            | Diócesis de Guarenas                 | Caracas, Distrito Capital, Venezuela  | 80 años |  |
| 14               | Excmo. Mons. Luis Armando Tineo Rivera.        | Diócesis de Carora                   | Caracas, Distrito Capital, Venezuela. | 77 años |  |
| 15               | Excmo. Mons. Mario Moronta Rodríguez           | Diócesis de San Cristóbal            | Caracas, Distrito Capital, Venezuela  | 76 años |  |
| 16               | Excmo. Mons. Saúl Figueroa Albornoz            | Diócesis de Puerto Cabello           | Caracas, Distrito Capital, Venezuela. | 77 años |  |
| 17               | Excmo. Mons. Ramón José Aponte Fernández.      | Diócesis de Valle de la Pascua       | Carache, Trujillo, Venezuela.         | 76 años |  |

La sucesión apostólica es por la cual verificamos la autenticidad de la misión de los apóstoles trasmitida a través de los años por la imposición de manos y la oración de consagración, en Venezuela la sucesión apostólica se remonta a la del Cardenal Escipión Rebiba.

### Comisión Permanente
- Emmo. Sr. Card. Baltazar Enrique Porras Cardozo
- Excmo. Mons. José Luis Azuaje Ayala.
- Emmo. Sr. Card. Diego Rafael Padrón Sánchez
- Excmo. Mons. Mario del Valle Moronta.
- Excmo. Mons. Víctor Hugo Basabe.
- Excmo. Mons. Ubaldo Ramón Santana Sequera.
- Excmo. Mons. Manuel Felipe Díaz Sánchez.
- Excmo. Mons. Freddy Fuenmayor Suárez.
- Excmo. Mons. Mariano José Parra Sandoval.
- Excmo. Mons. Jesús Alfonso Guerrero Contreras.
- Excmo. Mons. William Enrique Delgado Silva.
- Excmo. Mons. Jesús A. González de Zárate Salas.
- Excmo. Mons. Luis Armando Tineo Rivera.
- Excmo. Mons. Jorge Aníbal Quintero Chacón.
- Excmo. Mons. Fernando Castro Aguayo.
- Excmo. Mons. Raúl Biord Castillo.
- Excmo. Mons. Tulio Ramírez Padilla.

## Organización
- Asamblea Plenaria: Organismo supremo de la CEV, constituido por todos los miembros de la CEV.
- Comisiones Episcopales: Organismos de estudio, supervisión y asesoramiento, de las cuales dispone la CEV para atender los distintos campos pastorales.
- Comisión Permanente: Tiene como finalidad examinar y supervisar la ejecución y cumplimiento del plan pastoral.
- Secretariado Permanente (SPEV): es un organismo de servicio de la Conferencia de Obispos responsable de informar, ejecutar y coordinar las decisiones y actividades programadas.[7]

## Organigrama
https://web.archive.org/web/20080907024839/http://www.cev.org.ve/docs/organigrama_20062009.pdf

## Organismos vinculados
1. Cáritas de Venezuela Página Principal de Cáritas de Venezuela
2. INPRECLERO[8]